# Vairocana (Übersetzer)

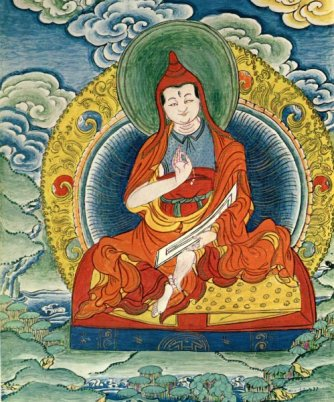

Vairocana (Nampar Nangdze Lotsawa; tib.: rnam par snang mdzad lo tsa ba) war ein bedeutender Übersetzer buddhistischer Lehren zur Zeit der ersten Übersetzungsphase buddhistischer Schriften aus dem indischen Sanskrit ins Tibetische im 8. Jahrhundert und später ein großer Dzogchen-Meister.

## Biografie
Aus der ersten Übersetzungsperiode des tibetischen Buddhismus (Vajrayana) ging die „Schule der Alten Übersetzungen“ (Nyingma) hervor. Vairocana gehörte zu den ersten sieben Mönchen, die in Tibet ordiniert wurden. Er wurde nach Indien geschickt, um bei dem Dzogchen-Meister Sri Singha zu studieren. Er wurde Schüler des Meisters und nicht nur wichtiger Übersetzer und Lehrer der Nyingma-Tradition, sondern auch ein bedeutender Dzogchen-Lehrer in der tibetischen Bön-Tradition. Sri Singha betraute Vairocana mit der Aufgabe, die „Geist-Klasse“ (tib.: sems sde) und die „Raum-Klasse“ (tib.: klong sde) des Dzogchen in Tibet zu lehren. Er war neben Padmasambhava und Vimalamitra einer von den drei Meistern, die die Lehren des Dzogchen in Tibet einführten.
Die bedeutendsten Schüler Vairocanas waren Yudra Nyingpo, Sangtön Yeshe Lama, Pang Sangye Gönpo, Jnana Kumara von Nyag und die Edelfrau Yeshe Drönma. Einer der besonders bekannten Schüler war Pang Gen Mipham Gönpo dessen Schüler über sieben Generationen hinweg den sogenannten „Regenbogenkörper“ verwirklichten, indem sie die mündliche Unterweisung Dorje Sampa (tib.: rdo rje zam pa), die „Vajra-Brücke“ anwendeten. Nach den Lehren des Dzogchen löst sich bei der Erlangung des Regenbogenkörpers zum Zeitpunkt des Todes, über einen Zeitraum von sieben Tagen hinweg, der Körper eines Dzogchen-Praktizierenden in eine Art Lichtkörper auf. Nur Haare und Nägel sollen nach der Überlieferung als „unreine Bestandteile des Körpers“ zurückbleiben. Tsele Natsok Rangdröl, Orgyen Terdag Lingpa Gyurme Dorje, und Jamgön Kongtrul werden als Inkarnationen von Vairocana angesehen.